# ATP Challenger Příbram
Der ATP Challenger Příbram (offiziell: Příbram Challenger) war ein Tennisturnier, das 1998 einmal in Příbram, Tschechien, stattfand. Es gehörte zur ATP Challenger Tour und wurde im Freien auf Hartplatz gespielt.

## Liste der Sieger

### Einzel
| Jahr | Sieger             | Finalgegner    | Ergebnis |
| ---- | ------------------ | -------------- | -------- |
| 1998 | Arnaud Di Pasquale | Radek Štěpánek | 6:3, 6:1 |

### Doppel
| Jahr | Sieger                     | Finalgegner              | Ergebnis      |
| ---- | -------------------------- | ------------------------ | ------------- |
| 1998 | Ota Fukárek Udo Plamberger | Petr Pála Radek Štěpánek | 2:6, 6:3, 6:4 |